# Doesn't Really Matter
Singles de Janet Jackson
Every Time
(1998) All for You
(2001)
Doesn't Really Matter est une chanson de Janet Jackson issue de la bande originale du film La Famille foldingue. La chanson apparaît sur le septième album studio de la chanteuse, All for You, sorti en 2001.

## Informations
La chanson figure dans le fim La Famille foldingue de Peter Segal, dans lequel Janet Jackson et Eddie Murphy se partagent l'affiche. On peut l'entendre dans le film avant la scène du cinéma et pendant le générique de fin. Janet Jackson a trouvé les paroles de cette chanson sur un petit carnet. Elle a pensé que cela collerait bien au thème du film. Elle n'a rien modifié à part le rythme. C'est devenu le neuvième numéro un de Janet Jackson dans le Billboard Hot 100 et le premier des années 2000, place conservée pendant trois semaines. Janet Jackson est ainsi devenue la première chanteuse de l'histoire a classer des singles numéro un dans les années 1980, 1990 et 2000. Un autre mix de la chanson a été inclus plus tard dans l'album All for You. Elle interprétera cette version aux MTV Video Music Awards. La chanson fait partie du jeu Dance Dance Revolution SuperNova et a été interprétée en japonais par Hitomi Shimatani sous le titre Papillon (le nom du personnage de Janet Jackson). Cette chanson a été interprétée lors du All for You Tour et du Rock Witchu Tour.

## Clip vidéo
Le clip est réalisé par Joseph Kahn. Janet Jackson évolue dans un Japon futuriste, elle possède un chien Aibo, des vêtements qui se transforment, des plates-formes de lévitation, et un véhicule Acura. Derrière elle et ses danseurs, on peut apercevoir des scènes des jeux Jet Grind Radio et Shenmue. Ce clip ne se trouve pas sur les compilations de Janet Jackson, mais il figure dans les bonus du DVD La Famille foldingue.

## Supports
French promo CD single (8023)
1. Radio Edit – 4:00

European CD single (562 916-2)
1. Radio Edit – 4:00
2. Jonathan Peters Club Mix – 8:49

European CD maxi single (562 915-2)
Australian CD single (5629152)
Japanese CD single (UICD-5001)
Taiwanese CD single (562915-2)
1. Radio Edit – 4:00
2. Rockwilder Mix – 5:04
3. Jonathan Peters Club Mix – 8:49
4. Doesn't Really Matter (Video)

UK 12" single (5629161)
1. Radio Edit – 4:00
2. Rockwilder Mix – 5:04
3. Jonathan Peters Club Mix – 8:49
4. Instrumental – 4:37
5. Spensane Get Up Extended Mix – 6:33
6. Jonathan Peters Soundfactory Dub – 8:31

U.S. 12" single (562 828-1)
UK 12" promo single (JJVP1)
1. Rockwilder Mix/Dance All Day Extended Mix – 5:01
2. Jonathan Peters Club Mix – 8:49
3. Spensane Get Up Extended Mix – 6:33
4. Rockwilder Instrumental – 4:59
5. Jonathan Peters Soundfactory Dub – 8:31
6. Spensane Get Up Dub Mix – 4:10

U.S. promo CD single (DEFR 15100-2)
1. Radio Edit – 4:00
2. Instrumental – 4:37
3. Call Out Research Hook – 0:10

U.S. CD single (314 562 846-2)
1. Soundtrack Version – 4:58
2. Rockwilder Mix/Dance All Day Extended Mix – 5:01
3. Jonathan Peters Club Mix – 8:49
4. Spensane Get Up Extended Mix – 6:33

## Classements
| Chart (2000)                           | Meilleure position |
| -------------------------------------- | ------------------ |
| Australian ARIA Singles Chart          | 28                 |
| Belgian Ultratop 50 Singles (Flanders) | 28                 |
| Belgian Ultratop 40 Singles (Wallonia) | 13                 |
| Canadian Singles Chart                 | 6                  |
| Danish Singles Chart                   | 9                  |
| Dutch Top 40                           | 11                 |
| French SNEP Singles Chart              | 40                 |
| German Singles Chart                   | 23                 |
| Irish Singles Chart                    | 21                 |
| Italian FIMI Singles Chart             | 10                 |
| New Zealand RIANZ Singles Chart        | 27                 |
| Norwegian Singles Chart                | 13                 |
| Swedish Singles Chart                  | 14                 |
| Swiss Singles Chart                    | 17                 |
| UK Singles Chart                       | 5                  |
| UK R&B Singles Chart                   | 2                  |
| U.S. Billboard Hot 100                 | 1                  |
| U.S. Billboard Hot R&B/Hip-Hop Songs   | 3                  |
| U.S. Billboard Hot Dance Singles Sales | 9                  |

| Chart (2000)           | Position |
| ---------------------- | -------- |
| U.S. Billboard Hot 100 | 18       |